# Ichneumon simplex
Ichneumon simplex är en stekelart som beskrevs av Gmelin 1790. Ichneumon simplex ingår i släktet Ichneumon och familjen brokparasitsteklar. Inga underarter finns listade i Catalogue of Life.